# James Bond III
James Bond III est un acteur américain.
Succube (en) (Def by Temptation), sorti aux États-Unis en 1990, est son unique expérience comme réalisateur, il a été diffusé pour la première fois en France dans l'émission Quartier Interdit de Canal+ présentée par Jean-Pierre Dionnet.